# Házimanó

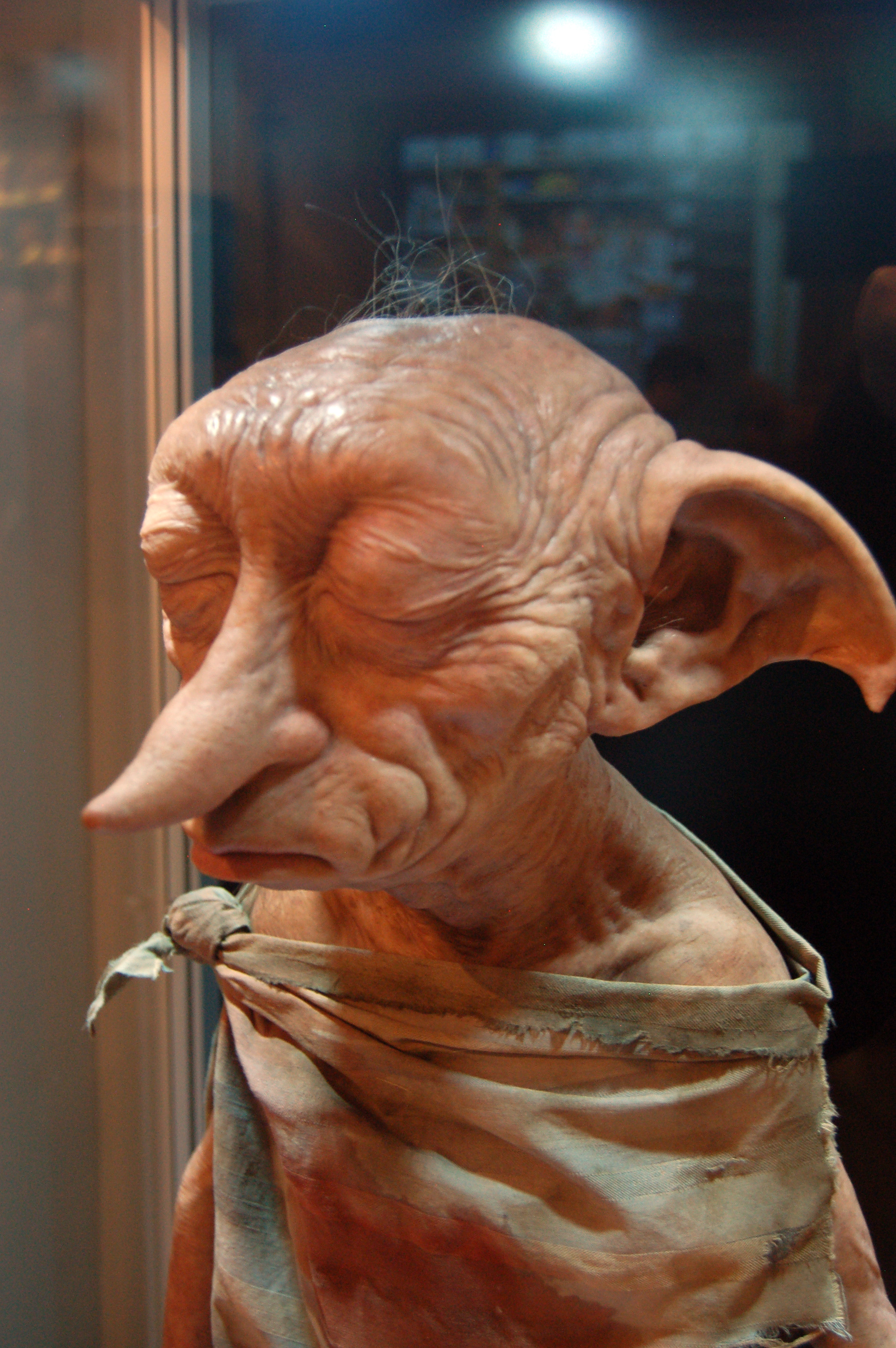
Dobby, a házimanó

A házimanók Harry Potter-könyvek és filmek szereplői, olyan manók, akik hagyományosan egy nagy múltú, gazdag varázslócsaládot vagy egy varázslóiskolát szolgálnak, de a sorozat idejében megjelennek az első szabad manók is. A Roxfortban több mint száz házimanó dolgozik.
Hermione felháborodik azon, hogy a varázslók évszázadok óta rabszolgasorban tartják a házimanókat, ezért mozgalmat indít a manók egyenjogúsításáért, a manók azonban nem akarnak egyenjogúak lenni.

## Leírásuk
A házimanók 60–90 cm magas emberszerű lények vékony kezekkel és lábakkal, torz, túlméretes fejjel és szemekkel. Óriási fülük denevérszerű, csúcsos, szemük dülledt, hangjuk vékony és sipító. Általában rongyszerű ruhákat viselnek, vagy párnahuzatot húznak fel ruha gyanánt. Magukról harmadik személyben beszélnek. Engedelmesek, szófogadóak, mindig azt kell tenniük, amit a gazdájuk parancsol – még ha nem is szeretnék megtenni. A házimanók számára a gazdájuk parancsa a legfőbb törvény. Ha megszegik a parancsot vagy olyat tesznek, ami sérti gazdájukat, a manók megbüntetik saját magukat.
A házimanók más mágiával rendelkeznek, mint a varázslók, kifejezetten nagy bennük a varázserő. Képesek olyan helyeken is hoppanálni vagy dehoppanálni, ahol a varázslók nem (például a Roxfortban). A pálcahasználati törvény harmadik cikkelye szerint tilos varázspálcát használniuk, pálca nélkül is képesek varázsolni. Varázserejüket csak gazdájuk engedélyével használhatják.
Egy házimanó csak akkor szabadul fel, ha gazdájától egy igazi ruhadarabot kap.
|  | Alább a cselekmény részletei következnek! |

## Ismert házimanók

### Dobby
Dobby a második, negyedik, ötödik, hatodik és hetedik Harry Potter-könyvben tűnik fel huzamosabb ideig. Annyit lehet tudni róla, hogy családja generációk óta az egyik nagyhatalmú, sötét oldallal szimpatizáló család, a Malfoyok szolgálatában áll. Dobby gazdája születésétől fogva az aktuális Malfoy-családfő, a második kötetben éppen Lucius Malfoy.
Amikor  kihallgatta a gazdája egyik beszélgetését, rájött, hogy Malfoy úr és Voldemort, a Sötét Nagyúr Harry Potter ellen terveznek valamit. Dobby, bár elvileg nem szabadna a gazdája engedélye nélkül cselekednie, többször is megmenti Harry életét. Hogy a fiú ne térjen vissza a Roxfortba, elrejti barátaitól kapott leveleit; azt gondolja, így nem akar majd visszamenni az iskolába. Majd megjelenik a Privet Drive-on, és bajba sodorja Harry-t. Dursley-ék büntetésből a szobájába zárják a fiút, és meghagyják neki, hogy nem térhet vissza a Roxfortba, de Ron, Fred és George Weasley kiszabadítják édesapjuk repülő autójával. Később Dobby ismét megpróbálta távol tartani az iskolától; varázslatot alkalmaz, hogy ne jusson át a 9 és 3/4-ik vágányon, de a repülő autó segítségével Ronnal mégis eljutnak a Roxfortba. Egy későbbi Griffendél-Mardekár kviddics-meccsen Dobby megbűvölte az egyik gurkót, ami eltörte Harry kezét. Mikor Harry megtudja, hogy ki Dobby gazdája, csellel elintézi, hogy Dobby kapjon egy zoknit.
Ezután Dobby egy évre eltűnik a színről, a "Harry Potter és az azkabani fogolyban" nem kapott szerepet. Újból a negyedik részben, a "Harry Potter és a Tűz Serlegében" bukkan fel. Itt elmondja, hogy két évig vándorolt munkát keresve, míg végül eljutott Roxfortba, ahol Albus Dumbledore fizetett munkalehetőséget biztosított számára (a többi manó nagy megbotránkozására, ugyanis a manók fizetség nélkül dolgoznak). Dobby elmondja Harry-nek, büszke arra, hogy fizetést kap és nagyon élvezi a szabadságát. Az ötödik részben ő figyelmezteti a titokban gyakorló diákokat, hogy Dolores Umbridge felfedezte búvóhelyüket.
Dobby a hetedik részben megmenti Harry Potter és barátai életét, utána Bellatrix Lestrange tőre által hal meg. Harry Potter saját kezűleg, varázslat nélkül ás neki sírt. Sírkövére a következő felirat került: Itt nyugszik Dobby, a szabad manó.

### Winky
A sorozat negyedik részében, a Harry Potter és a Tűz Serlegében megjelenő Winky Barty Kupor házimanója. Winky nőnemű manó, hatalmas barna szemei és paradicsomhoz hasonlító orra van.
Mikor az ifjabbik Barty Kuport az apja kihozta az Azkabanból, Winky ápolta és vigyázott rá. Ráveszi az idősebb Barty Kuport, engedje el a fiát a Kviddics Világkupára. A döntőt követő ünneplés során az ifjabb Kupor ellopja Harry pálcáját, és az égre küldi vele a sötét jegyet. A pálcát később Winkynél találják meg, így őt gyanúsítják a tett elkövetésével, amiért is az idősebb Kupor ruhát ad neki, azaz elbocsátja a szolgálatából.
Elbocsátása után Dobby magával viszi a megzavarodott Winkyt a Roxfortba, hogy ott dolgozzon. Winky azonban nem boldog, nem akart eljönni Kuporéktól, így inni kezd. Idővel azonban abbahagyja az „ivást” és a végső csatában ő is harcolt  a többi házimanó oldalán halálfalók ellen.

### Sipor
Sipor (eredetiben: Kreacher) eredetileg Sirius Black rosszindulatú, mogorva manója, aki örökké régi gazdáit, a Black család halálfaló tagjait sírja vissza. Életcélja, hogy feltűzzék a fejét a gazdája házának falára.
Miután a Főnix Rendje beköltözött a Grimmauld térre, Sirius Black üresen álló házába, Sipor kitartóan motyogja átkait arra, aki szerinte „vérük árulója”, vagyis mindenkire, aki a házban lakik. Ezenkívül odújába gyűjti a házból összelopkodott ereklyéket, amelyek régi gazdái tulajdonában álltak. Sipor fontos szerepet játszik a cselekményben: ő az, aki a Mágiaügyi Minisztériumba küldi Harryt, ahol a halálfalók csapdát állítottak neki. Sirius Black halála után  Siport Harry Potter örökli, aki Dumbledore tanácsára elküldi a manót a roxforti konyhára dolgozni, illetve azért, hogy ott a többi manó szemmel tudja tartani. Harry őt és Dobbyt bízza meg Draco Malfoy megfigyelésével.
A hetedik könyvben Harry parancsára elmeséli történetét. Megtudjuk, hogy Regulus Black megkérte, hogy segítsen Voldemortnak, és utána térjen haza. Sipor teljesíti gazdája kérését, megjárja a barlangot, ahol meg kell innia a tálból az összes zöld italt és az inferusok kis híján megfojtják. Visszatérve a Black házba, elmondja Regulusnak, mi történt a barlangban. Regulus és Sipor visszatérnek a barlangba, ahol ezúttal Regulus issza ki a tál tartalmát és megparancsolja a manónak, hogy az aranymedált rejtse el és hagyja ott őt a barlangban, bármi történik.
Sipor ebbe a cselekvésbe kis híján beleőrül. Senki nem barátságos vele, nem bánnak vele emberként. Miután a Black ház kihalttá válik, nincs kivel beszélnie és Sirius anyjának portréjával beszélget, teljesíti bolond parancsait. Sirius visszatérése után elutasító a manóval, nem kedves vele, pedig Dumbledore figyelmeztette rá. A manó a neki kedveskedő személyt szolgálja, amennyire teheti. Ez a személy Narcissa Malfoy. Így Sipor tudtán kívül fontos információkat szolgáltat ki. Harry megsajnálja a manót és megérti tetteit. Neki adja a hamis medált, amit Regulus a tálban hagyott, a horcrux helyett. Sipor rájön, hogy Harry törődik vele és a többi házimanóval. Sipor jelentős átalakuláson megy át kedves lesz és nagyon jó házimanóvá válik. Szívből is gazdájának ismeri el Harryt és az ő oldalán állva vezeti a roxforti házimanókat a csatába.

### Hóki
Hóki (eredetiben: Hokey) a Harry Potter sorozat 6. részében, a Harry Potter és a Félvér Herceg-ben tűnik fel. Gazdája Hepzibah Smith, aki a fiatal Voldemortnak, Tom Denemnek megmutatta Mardekár Malazár medálját, valamint Hugrabug Helga aranypoharát, de nem sokkal később a varázsló meggyilkolja. Voldemort ezután olyan varázst alkalmaz rajta, hogy a manó azt hiszi, ő követte el a gyilkosságot, hiszen minden részletet ismert. Hókit "tettéért" az Azkabanba zárták, ott halt meg.
|  | Itt a vége a cselekmény részletezésének! |